# Александр Марморек
Александр Марморек (19 лютого 1865, Мельниця-Подільська, Галичина — 12 липня 1923, Париж) — лікар, бактеріолог та сіоністський діяч.

## Біографія
Народився 19 лютого 1865 року в багатодітній родині доктора Йосефа (1838—1900) і його дружини Фрідерік (уроджена Якобсон, 1838—1921) Марморек. У Александра було три брати та сестра. Його брат Оскар — відомий віденський архітектор. Александр Марморек одружився в 1910 році з Рахель Стайнберг (1873—1963), яка також була лікарем у Парижі з 1900 року. Дітей у них не було.

## Кар'єра

### Лікар і біолог
Марморек вивчав медицину у Відні, де й оселилася його родина. Він отримав ступінь лікаря у 1887 році, а в 1894 році, після публікації його досліджень про септичні захворювання, де він висвітив важливість лімфатичних вузлів для захисту від бактерій, Луї Пастер дізнався про нього і запросив його до свого інституту в Парижі, де у віці 28 років Марморек став керівником лабораторії в 1895 році. Науковець зосередив свої дослідження на стрептококу і розробив антистрептококову сироватку, запропонувавши лікування пологової гарячки. для лікування скарлатини. Проте його антистрептококова сироватка зрештою мала переважно ветеринарне застосування.
У жовтні 1898 року інститут Пастера направив доктора Марморека з місією до Відня у зв'язку з епідемією чуми, яка спалахнула в цьому місті.
З 1900 року він пацював над пошуками ліків від туберкульозу. Марморек представив, не отримавши схвалення і інституту Пастера, 17 листопада 1903 року, до Французької академії медицини результати своїх досліджень і вакцину проти туберкульозу . Він залишив інститут Пастера і переїхав до власної лабораторії в Парижі, де продовжував дослідження до 1914 року.
Під час Першої світової війни, не маючи змоги продовжити свої дослідження, разом зі своєю дружиною Рейчел поїхав до Трансільванії, щоб надавати медичну допомогу військовополоненим союзників під час епідемій епідемічного висипного тифу, епідемічного поворотного тифу, дизентерії та холери. Марморек повернувся дуже ослабленим, тому що сам захворів, від хвороби тривало одужував.
Коли Марморек повернувся у Париж, професор Шарль Ріше (лауреат Нобелівської премії з фізіології або медицини) запропонував йому свою лабораторію, щоб він міг негайно відновити свою роботу. Марморек продовжив свої бактеріологічні дослідження спірохет. Він замислив оригінальну теорію для пояснення причин імунізації та неімунізації.

### Сіоністський активіст
Поряд зі своєю кар'єрою лікаря та дослідника в області мікробіології, він брав участь у сіоністському русі. Він був членом сіоністської студентської організації «Кадіма» у Відні. Був серед організаторів (разом зі своїм братом Оскаром) сіоністського конгресу (від Першого сіоністського конгресу 1897 року до 12-го в 1921 р.) і входив до складу виконавчого комітету. Його високо цінував Теодор Герцль, з яким він невтомно з ентузіазмом співробітничав. Він активно співпрацював в організації сіоністських установ, таких як Колоніальний банк і Національний фонд . У 1899 році Александр із братами заснував газету L'Echo Zioniste, яка з перервами виходила до 1921 року. У 1901 році він заснував Сіоністську федерацію Франції і був її першим директором.

### Благодійник
Александр Марморек створив у 1911 році Диспансер Задок-Кана, а також очолив Народний єврейський університет (UPJ).

## Смерть
Марморек помер 12 липня 1923 року в Парижі. Похований на єврейському цвинтарі в Баньо, де він спочиває разом зі своєю дружиною Рейчел.

## Відзнаки
1898 року він отримав звання кавалера ордена Франца-Йосифа та кавалера Почесного легіону за діяльність по ліквідації спалаху чуми у Відні .
В Ізраїлі на його честь названий населений пункт Кфар-Марморек (зараз один з кварталів міста Реховот).